# Liste des sites mégalithiques du Pembrokeshire
Cette liste non exhaustive recense les principaux sites mégalithiques du Pembrokeshire.

## Cartographie
Localisation des principaux sites mégalithiques du Pembrokeshire
| : Complexes mégalithiques · : Alignements, henges, cromlechs · : Dolmens, menhirs, tumulus, cairns · |

## Liste
| Site                      | Type     | Notes | Coordonnées                 | Image |
| ------------------------- | -------- | ----- | --------------------------- | ----- |
| Carreg Coetan Arthur (en) | Dolmen   |       | 52° 01′ 06″ N, 4° 49′ 38″ O |       |
| Gors Fawr Stone Circle    | Cromlech |       |                             |       |
| Harold Stone              | Menhir   |       | 51° 44′ 19″ N, 5° 17′ 03″ O |       |
| Pentre Ifan               | Dolmen   |       | 51° 59′ 56″ N, 4° 46′ 12″ O |       |
| Rhyndaston-Fawr stone     | Menhir   |       | 51° 52′ 40″ N, 5° 03′ 30″ O |       |